# Кривасозеро
Кривасозеро — пресноводное озеро на территории Кестеньгского сельского поселения Лоухского района Республики Карелии.

## Общие сведения
Площадь озера — 3,1 км², площадь водосборного бассейна — 11,8 км². Располагается на высоте 78,9 метров над уровнем моря.
Форма озера лопастная, продолговатая: оно почти на четыре километра вытянуто с северо-востока на юго-запад. Берега каменисто-песчаные, преимущественно возвышенные.
Сток из Кривасозера осуществляется через короткую протоку на севере водоёма, впадающую в реку Кереть, которая, в свою очередь, впадает в Белое море.
По центру озера расположен относительно крупный (по масштабам водоёма) остров без названия.
У северо-восточной оконечности озера проходит трасса Р21 («Кола»).
Код объекта в государственном водном реестре — 02020000711102000002361.